# Batalla de Sievierodonetsk (2014)
La batalla de Sievierodonetsk va ser una batalla de la Guerra Civil Ucraïnesa que es va desenvolupar a la ciutat de Sievierodonetsk, al nord-est de Ucraïna, durant els mesos de novembre i desembre de 2014.
La batalla es va produir com a conseqüència de les hostilitats entre les forces governamentals ucraïneses i les forces proruses que es van produir a Ucraïna després del canvi de règim a Kiev l'any 2014. Després de la Revolució de Maidan, el govern ucraïnès va intentar recuperar el control de les regions de l'est del país que estaven sota el control de les forces proruses. Això va portar a un enfrontament armat entre les forces ucraïneses i les forces proruses, que es va desenvolupar principalment a les regions de Donetsk i Luhansk.
La Batalla de Sievierodonetsk es va iniciar el novembre de 2014, quan les forces governamentals ucraïneses van intentar recuperar la ciutat de Sievierodonetsk, que estava sota el control de les forces proruses. La batalla va ser molt intensa, amb combats carrer a carrer i enfrontaments amb artilleria i vehicles blindats. Després de diverses setmanes de lluita, les forces ucraïneses van aconseguir recuperar la ciutat de Sievierodonetsk, però el control de la zona va seguir sent molt instable durant els mesos següents.
La Batalla de Sievierodonetsk va ser una de les primeres batalles importants de la Guerra Civil Ucraïnesa i va ser una de les primeres vegades que les forces proruses van utilitzar tàctiques de guerra de guerrilles per enfrontar-se a les forces ucraïneses. La batalla va ser molt costosa per a les forces ucraïneses, amb moltes víctimes i dificultats per controlar la zona després de la recuperació de la ciutat. La guerra va continuar durant els anys següents i va provocar un gran desplaçament de població i un gran impacte econòmic i social a Ucraïna.